# Ellobium pyramidale
Ellobium pyramidale (veelgebruikte synoniemen: Auricula pyramidalis, Conovulvus pyramidalis en Melampus pyramidalis) is een uitgestorven zeeslakkensoort.

## Beschrijving

### Schelpkenmerken
Een plomp spoelvormig huis. Hoewel enigszins variabel is er meestal een spitse, scherpe top. De spira heeft een regelmatig kegelvormige vorm en neemt iets minder dan de helft van de totale hoogte in beslag. Er zijn ongeveer 7,5-8 vrij afgevlakt bolle windingen die langzaam in grootte toenemen en die door een ondiepe maar duidelijke sutuur van elkaar gescheiden zijn. De laatste iets opgeblazen winding neemt c.a. driekwart van de totale schelphoogte in beslag. Er is een langgerekt smal ovale mondopening die aan de bovenzijde puntig toeloopt. De mondrand is licht verdikt aan de binnenzijde, aan de columellaire zijde is een callus aanwezig. Op de columella zijn twee doorlopende lijsten aanwezig die in de mondopening als tanden zichtbaar zijn op de columellaire zijde. Omdat het callus niet de hele columella bedekt ontstaat bij veel exemplaren (niet alle!) een 'pseudonavel'. Er is een sculptuur van dunne, fijne spiraallijntjes aanwezig. De lijntjes zijn door grote tussenruimten van elkaar gescheiden en op de laatste winding zijn er ongeveer 20 van aanwezig. De spiraallijntjes worden door onregelmatige groeilijnen gekruist. De sculptuur is alleen zichtbaar bij zeer goed geconserveerde exemplaren: omdat de schelpen vaak versleten worden gevonden ontbreekt zij dus meestal. Zoals bij veel andere Ellobiidae zijn oudere delen van het inwendige van de schelp geheel opgelost.

### Afmetingen van de schelp
- lengte: tot 22 mm.
- hoogte: tot 12 mm.

### Levenswijze
Ellobium pyramidale wordt tot de epifauna gerekend en is vrijwel zeker een grazer geweest. Evenals andere Ellobiidae zal deze longslak in het supralittoraal geleefd hebben, waarschijnlijk in een op mangrove gelijkend biotoop.

### Fossiel voorkomen
Ellobium pyramidale is fossiel bekend uit pliocene en vroeg Pleistocene afzettingen in het Noordzeebekken. De soort is in Nederland lokaal algemeen aanwezig in het jongere deel van de Formatie van Oosterhout in de (Zone van Nassarius propinquus en Lentidium complanatum) en in de Formatie van Maassluis in de (Zone van Mya arenaria en Hydrobia ulvae). In België zijn vondsten bekend uit pliocene afzettingen bij Antwerpen (Scaldisien en Merksemien) en in Engeland is zij bekend uit de Red en Norwich Crags in East Anglia. De soort is verder buiten de Noordzee bekend uit afzettingen uit het Tiglien in Normandië.
Op het Noordzeestrand spoelt deze soort weinig algemeen aan op stranden in de provincie Zeeland.

## Verwijzingen

### Meer afbeeldingen

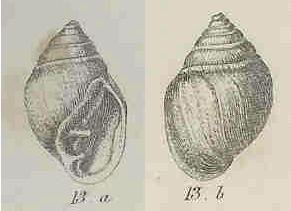
Uit S.V. Wood, 1848